# Miss Right
Pour plus de détails, voir Fiche technique et Distribution.
Miss Right (italien : La donna giusta) est une comédie américaine réalisée par Paul Williams (en) et sortie en 1985.

## Synopsis
Un journaliste, célibataire impénitent, décide de renoncer à sa vie frivole et de se marier. Il le dit à toutes les femmes de son entourage, mais aucune ne le prend au sérieux. Il cherche alors une nouvelle femme, mais, lors d'une fête, il tombe amoureux d'une de ses amies.

## Fiche technique
- Titre original américain : Miss Right
- Titre italien : La donna giusta[1],[2]
- Réalisateur : Paul Williams (en)
- Scénario : Paul Williams (en), William Tepper (en)
- Photographie : Franco Di Giacomo
- Montage : Alessandro Lucidi (it)
- Musique : Michael Small
- Décors : Francesco Chianese
- Costumes : Annalisa Nasalli-Rocca (it)
- Production : Michael Janczarek (producteur délégué), Pete Kameron (producteur associé), Ibrahim Moussa, Alan Stern (producteur associé)
- Pays de production :  États-Unis
- Langues originales : anglais américain, italien
- Format : Couleurs par Technicolor - 2,35:1 - Son mono - 35 mm
- Durée : 92 minutes
- Genre : Comédie
- Date de sortie :
  - Italie : 1er janvier 1985 (Euro TV)

## Distribution
- William Tepper (en) : Terry Bartell
- Margot Kidder : Juliette
- Karen Black : Amy
- Virna Lisi : Anna
- Marie-France Pisier : BeBe
- Leo Gullotta : Benito
- Clio Goldsmith : la femme qui se dispute
- Paul Williams (en) : l'homme qui se dispute
- Dalila Di Lazzaro : l'étudiante des beaux-arts
- Lory Del Santo : une romaine